# Autoroute Rabat - Oujda
Pour les articles homonymes, voir Autoroute A2, A2 et Autoroute de l'Est.
L'autoroute A2 Rabat - Oujda ou autoroute de l'Est est une autoroute marocaine longue de 494 km reliant les villes de Rabat, Meknès, Fès, Taza et Oujda et qui fait partie de l’autoroute Transmaghrébine.L’Algérie à délivré le projet de son côté sur les 1200 km d’Est aux Ouest en 2020. Le trajet Rabat - Fès a été ouvert en 1999 et prolongé jusqu’à Oujda en 2011. Il s'agit de la plus longue des autoroutes marocaines.

## Tracé
| Nom   | Section                                | État (2020)       | Longueur |
| ----- | -------------------------------------- | ----------------- | -------- |
| A2    | Sidi Allal El Bahraoui – Khémisset     | En service (1999) | 51 km    |
| A2    | Khémisset – Fès-Ouest                  | En service (1998) | 107 km   |
| A 201 | Pénétrante de Aïn Chkef                | En service (1998) | 4 km     |
| A2    | Fès-Ouest – Oujda                      | En service (2011) | 320 km   |
| A2    | Oujda – Maghnia (Frontière Algérienne) | Étude informative | 22 km    |

## Le tracé entre Sidi Allal El Bahraoui et Fès (Ouest)
Ce tronçon, long de 158 kilomètres (1h20 à 120km/h), relie les villes de Sidi Allal El Bahraoui, Tiflet, Khemisset, Meknès (Ouest et Est) et Fès (Ouest).
Du péage de Sidi Allal El Bahraoui à Khemisset, le tracé est quasiment rectiligne et sans pentes.

## Le tracé entre Fès et Oujda
Long de 320 km ce tronçon dont les travaux ont débuté en janvier 2007 et opérationnelle depuis le 25 juillet 2011, est un atout positif pour le développement des régions de Fès-Boulemane, Taza-Al Hoceima-Taounate et l'Oriental en diminuant considérablement le temps de trajet entre Fès et Oujda qui passe de près de 5h à 3h20 pour les voitures de tourisme.
Le choix du tracé vise à l'écourtement de la durée du trajet. Ainsi l'autoroute emprunte directement les crêtes à la sortie de Fès pour rejoindre la nationale au niveau de la localité de Ras Tabouda. Elle continue ensuite au sud de la nationale actuelle, ce qui permet de desservir la commune de Tahla. La nationale est rencontrée encore une fois au niveau du village de Oued Amlil. À partir de là, le tracé reprend les crêtes pour mieux franchir le col de Touaher et continue au nord de Taza (un parcours par le sud de la ville aurait été plus couteux). À partir du col de M'soun, le tracé devient plus rectiligne en passant 15 km au nord de Guercif et 8 km au nord de Taourirt.

### Financement
Le coût est estimé à un montant de 10,5 milliards de MAD. Ces coûts ne comprennent pas l’acquisition des terrains.
Une convention a été signée entre ADM et le Fonds Hassan II pour le développement économique et social le 6 avril 2005 pour la participation de ce dernier au financement de l'autoroute Fès-Oujda sous forme d’une recapitalisation d'ADM à hauteur de 2 milliards de dirhams.

## Sorties

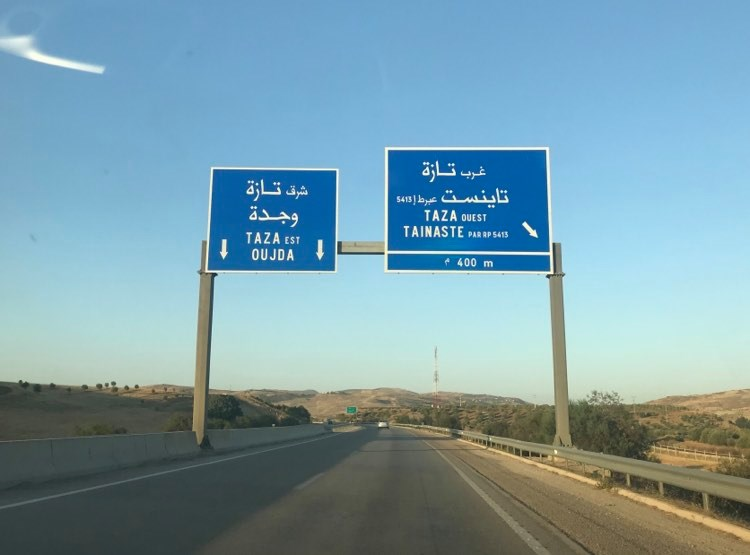
Sortie de Taza Ouest

| Elément                                                            | Kilomètre                                                          | Itinéraire                                                                                         | Routes                                                             |
| Tronçon Salé - Sidi Allal El Bahraoui en commun avec la N6 : 17 km | Tronçon Salé - Sidi Allal El Bahraoui en commun avec la N6 : 17 km | Tronçon Salé - Sidi Allal El Bahraoui en commun avec la N6 : 17 km                                 | Tronçon Salé - Sidi Allal El Bahraoui en commun avec la N6 : 17 km |
| ------------------------------------------------------------------ | ------------------------------------------------------------------ | -------------------------------------------------------------------------------------------------- | ------------------------------------------------------------------ |
| Échangeur entre A2 et A5                                           | km 0                                                               | تامسنا الدار البيضاء Tamesna Casablanca                                                            | A5                                                                 |
| Échangeur entre A2 et A5                                           | km 0                                                               | القنيطرة طنجة Kénitra Tanger                                                                       | A5                                                                 |
| 24                                                                 | km 4                                                               | سيدي الشافي Sidi Chafi                                                                             | 4039                                                               |
|                                                                    | km 6                                                               | العرجات El Arjate                                                                                  | 4043                                                               |
| 210                                                                | km 10                                                              | خميس السهول Khmis Essouhoul                                                                        | 407                                                                |
| 217                                                                | km 17                                                              | سيدي علال البحراوي Sidi Allal El Bahraoui                                                          | N6                                                                 |
| Sidi Allal El Bahraoui - Fès : 157 km                              |                                                                    | |                                                                    |
| Péage                                                              | km 19                                                              | Gare de péage de Sidi Allal El Bahraoui                                                            |                                                                    |
| 245                                                                | km 45                                                              | تـيـفـلـت الرمـاني Tiflet Rommani                                                                  | 3406                                                               |
| Aire de service                                                    | km 68                                                              | Aire de service Khémisset                                                                          |                                                                    |
| 270                                                                | km 70                                                              | الخـميـسات سيدي سليمان أولـمــاس Khémisset Sidi Slimane Oulmès                                     | 404                                                                |
| 2122                                                               | km 122                                                             | غـرب مكـنـاس سيدي قاسم Meknès Ouest Sidi Kacem                                                     |                                                                    |
| Aire de service                                                    | km 124                                                             | Aire de service Meknès                                                                             |                                                                    |
| 2130                                                               | km 130                                                             | شـرق مكـنـاس الحـاجـب إفــران Meknès Est El Hajeb Ifrane                                           | N13                                                                |
| 2156                                                               | km 156                                                             | عين تاوجطـات Aïn Taoujdate                                                                         | 716                                                                |
| Échangeur entre A2 et A201                                         | km 174                                                             | غــرب فاس Fès Ouest                                                                                | A201                                                               |
| Fès - Oujda : 320 km                                               |                                                                    | |                                                                    |
| 2183                                                               | km 183                                                             | مطــار فاس سايــس وسط فــاس إفــــران - إيـمــوزار Aéroport Fès Saiss Fès Centre Ifrane - Imouzzer | N8                                                                 |
| 2191                                                               | km 191                                                             | شرق فـــاس صفــــرو عبر ط و 4 بهاليــل Fès Est Sefrou par N4 Bhalil                                | N4                                                                 |
| Aire de service                                                    | km 193                                                             | Aire de service Fès                                                                                |                                                                    |
| 2216                                                               | km 216                                                             | راس تــابــودة بـئـــر طم طم Ras Tabouda Bir Tam Tam                                               | N6                                                                 |
| 2242                                                               | km 242                                                             | تاهــلة تاوناتـــ عبر ط إ 5329 Tahla Taounate par 5329                                             | 5329                                                               |
| Aire de service                                                    | km 244                                                             | Aire de service Tahla                                                                              |                                                                    |
| 2265                                                               | km 265                                                             | وادي أمليل Oued Amlil                                                                              | 5409                                                               |
| 2284                                                               | km 284                                                             | غـرب تــازة تايـنـســت عبر ط إ 5413 Taza Ouest Taïnaste par 5413                                   | 5413                                                               |
| 2298                                                               | km 298                                                             | شرق تــازة أكـنــول عبـر ط و 29 الحسيـمـة Taza Est Aknoul par N29 Al Hoceïma                       | N29                                                                |
| Aire de service                                                    | km 318                                                             | Aire de service Msoun                                                                              |                                                                    |
| 2320                                                               | km 320                                                             | مــسون Msoun                                                                                       | 511                                                                |
| Échangeur entre A2 et AG                                           | km 355                                                             | Échangeur vers l'autoroute Guercif - Nador en construction                                         | Échangeur vers l'autoroute Guercif - Nador en construction         |
| 2361                                                               | km 361                                                             | جرسيف صاكة ميســـور Guercif Saka Missour                                                           | N15                                                                |
| Aire de service                                                    | km 376                                                             | Aire de service Guercif                                                                            |                                                                    |
| 2395                                                               | km 395                                                             | تــاوريـــرت النـــاضــور عبر ط و 19 Taourirt Nador par N19                                        | N19                                                                |
| 2403                                                               | km 403                                                             | تــاوريـــرت Taourirt                                                                              |                                                                    |
| 2448                                                               | km 448                                                             | العــيــون بـــــركان عبر ط ج 607 جــــرادة El Aioun Berkane par 607 Jerada                        | 607                                                                |
| Aire de service                                                    | km 452                                                             | Aire de service El Aioun                                                                           |                                                                    |
| Péage                                                              | km 493                                                             | Gare de péage d'Oujda                                                                              |                                                                    |
| Échangeur entre A2 et N6 · Fin d'autoroute                         | km 494                                                             | وجــدة السعيدية Oujda Saïdia                                                                       | N6                                                                 |

## Distance et durée des trajets autoroutiers depuis le péage de Sidi Allal El Bahraoui aux sorties
| Trajet                                      | Distance | Durée |
| ------------------------------------------- | -------- | ----- |
| Sidi Allal El Bahraoui - Tiflet             | 26.5 km  | 0h16  |
| Sidi Allal El Bahraoui - Khemisset          | 51.5 km  | 0h30  |
| Sidi Allal El Bahraoui - Meknès-Ouest       | 104 km   | 0h52  |
| Sidi Allal El Bahraoui - Meknès-Est         | 115 km   | 0h57  |
| Sidi Allal El Bahraoui - Aït Bouil          | 139 km   | 1h10  |
| Sidi Allal El Bahraoui - Fès-Ouest          | 161 km   | 1h20  |
| Sidi Allal El Bahraoui - Aéroport Fès-Saïss | 167 km   | 1h23  |
| Sidi Allal El Bahraoui - Fès-Est            | 175 km   | 1h27  |
| Sidi Allal El Bahraoui - Ras Tabouda        | 201 km   | 1h40  |
| Sidi Allal El Bahraoui - Tahla              | 226 km   | 1h53  |
| Sidi Allal El Bahraoui - Oued Amlil         | 250 km   | 2h05  |
| Sidi Allal El Bahraoui - Taza-Ouest         | 268 km   | 2h14  |
| Sidi Allal El Bahraoui - Taza-Est           | 281 km   | 2h20  |
| Sidi Allal El Bahraoui - M'soun             | 305 km   | 2h32  |
| Sidi Allal El Bahraoui - Guercif            | 344 km   | 2h52  |
| Sidi Allal El Bahraoui - Taourirt-Ouest     | 378 km   | 3h09  |
| Sidi Allal El Bahraoui - Taourirt-Est       | 386 km   | 3h13  |
| Sidi Allal El Bahraoui - El Aïoun           | 432 km   | 3h36  |
| Sidi Allal El Bahraoui - Oujda              | 475 km   | 3h58  |

## Extension de l'autoroute A2
Société nationale des autoroutes du Maroc fait des études pour ajouter un tronçon d'environ 20 km qui relie Oujda avec l'autoroute Est-Ouest de l'Algérie au niveau de la frontière entre le Maroc et l'Algérie afin réaliser le projet de l'Autoroute transmaghrébine.L’Algérie à entierement délivré le projet de son côté sur les 1200 km d’Est aux Ouest en 2020.

## Impact socio-économique
En attente de réponse construite 